# Adyguée
L'Adyguée ou république d'Adyguée (en russe : Респу́блика Адыге́я, Respoublika Adygueïa ; en adyguéen : Адыгэ Республик, Adəgă Respoublik ; de nombreuses versions existent pour la forme française : Adyguéie, Adyghée, Adyguie, etc., ainsi que république des Adyguéens) est un sujet de la fédération de Russie. Elle présente la particularité d'être enclavée dans le kraï de Krasnodar. Elle est située dans le district fédéral du Sud.
Maïkop est la capitale et la plus grande ville d'Adyguée, qui abrite un tiers de la population de la République.

## Géographie

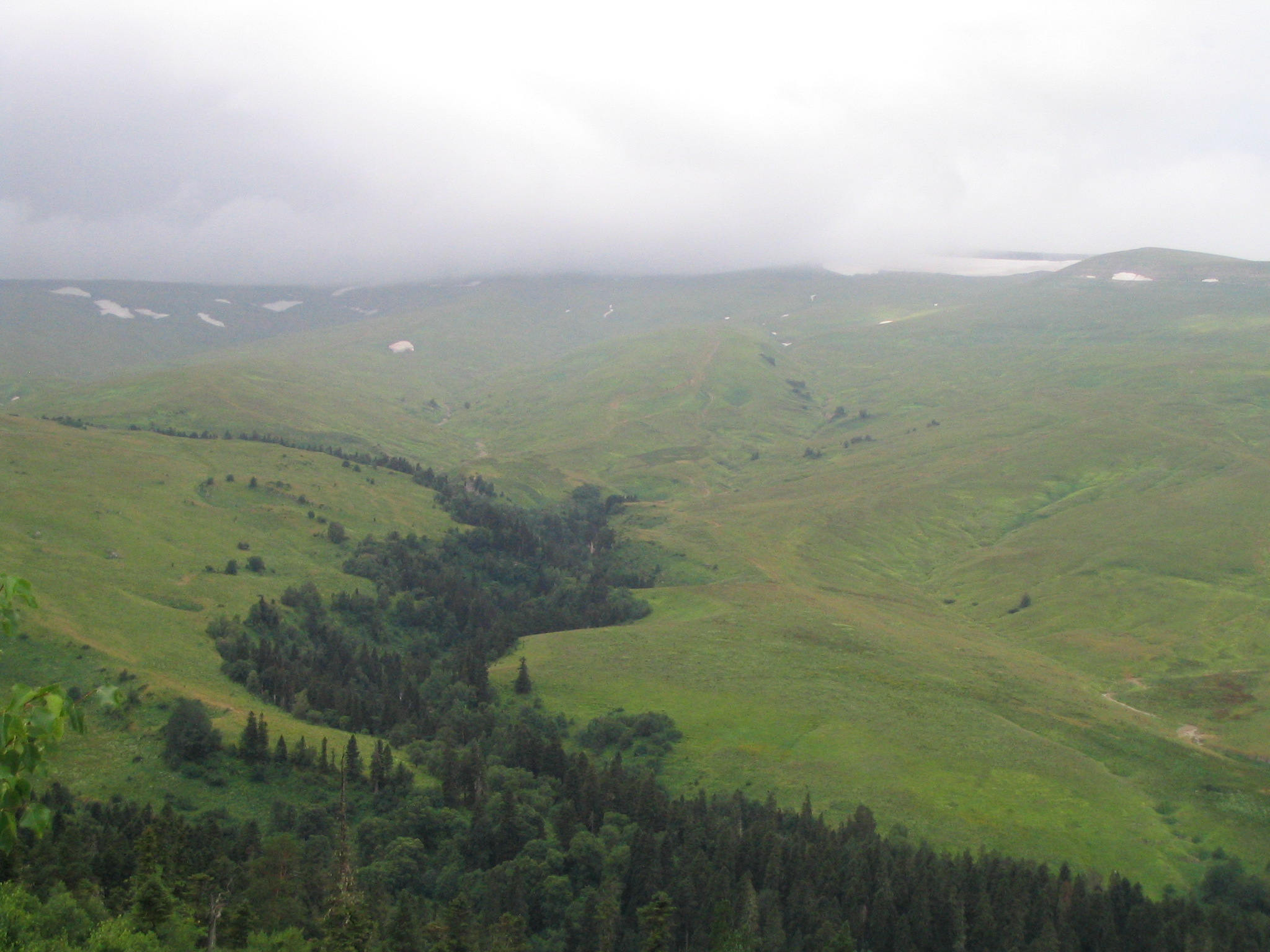
Plateau de Lagonaki (raïon de Maïkop).

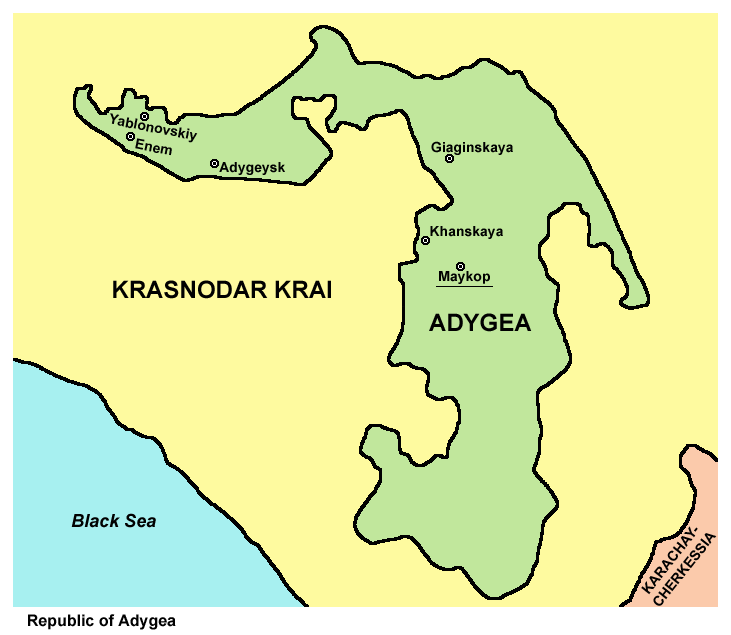
Carte de l'Adyguée.

L'Adyguée se trouve dans les contreforts du Caucase de l'Ouest dans le système de montagnes du Caucase. Elle possède un espace de 7 792 km2 composé de plaines dans les régions septentrionales et de montagnes dans les régions méridionales, avec le mont Tchougouch qui culmine à 3 238 m, à l'extrême sud-est du territoire. Les forêts couvrent près de 40 % de son territoire. Sa capitale, Maïkop, se trouve au pied des montagnes du Caucase.
Les rizières jouent un rôle important dans l’agriculture locale. Plusieurs lacs d’irrigation ont été aménagés à l'époque soviétique, l'un des principaux étant le lac des Chapsoughs.

## Histoire
L'oblast autonome tcherkesse fut créé en tant que partie de la RSFS de Russie, le 27 juillet 1922, sur les territoires de l'oblast Kouban-Mer Noire principalement habités par des Circassiens. Krasnodar fut originellement le centre administratif. Il a été renommé l'oblast autonome adyguéen le 24 août 1922, peu après sa création. Au cours des deux premières années de son existence, l'oblast autonome fut une partie de la RSFS de Russie, mais il fut ensuite transféré à la juridiction du nouveau kraï du Caucase du Nord sous l'autorité de la RSFS de Russie, le 17 octobre 1924.
Il a été renommé l'oblast autonome adyguéen en juillet 1928. Le 10 janvier 1934, l'oblast autonome est devenu une partie du nouveau kraï d'Azov-Mer Noire, qui fut détaché du kraï du Caucase du Nord. Maïkop est devenu la capitale de l'oblast autonome en 1936. L'oblast autonome adyguéen est devenu une partie du kraï de Krasnodar lorsqu'il fut créé, le 13 septembre 1937.
Le 3 juillet 1991, l'oblast fut élevé au statut de république au sein de la fédération de Russie. Le premier président de la République fut Aslan Dzharimov, de 1992 à 2002.

## Population et société

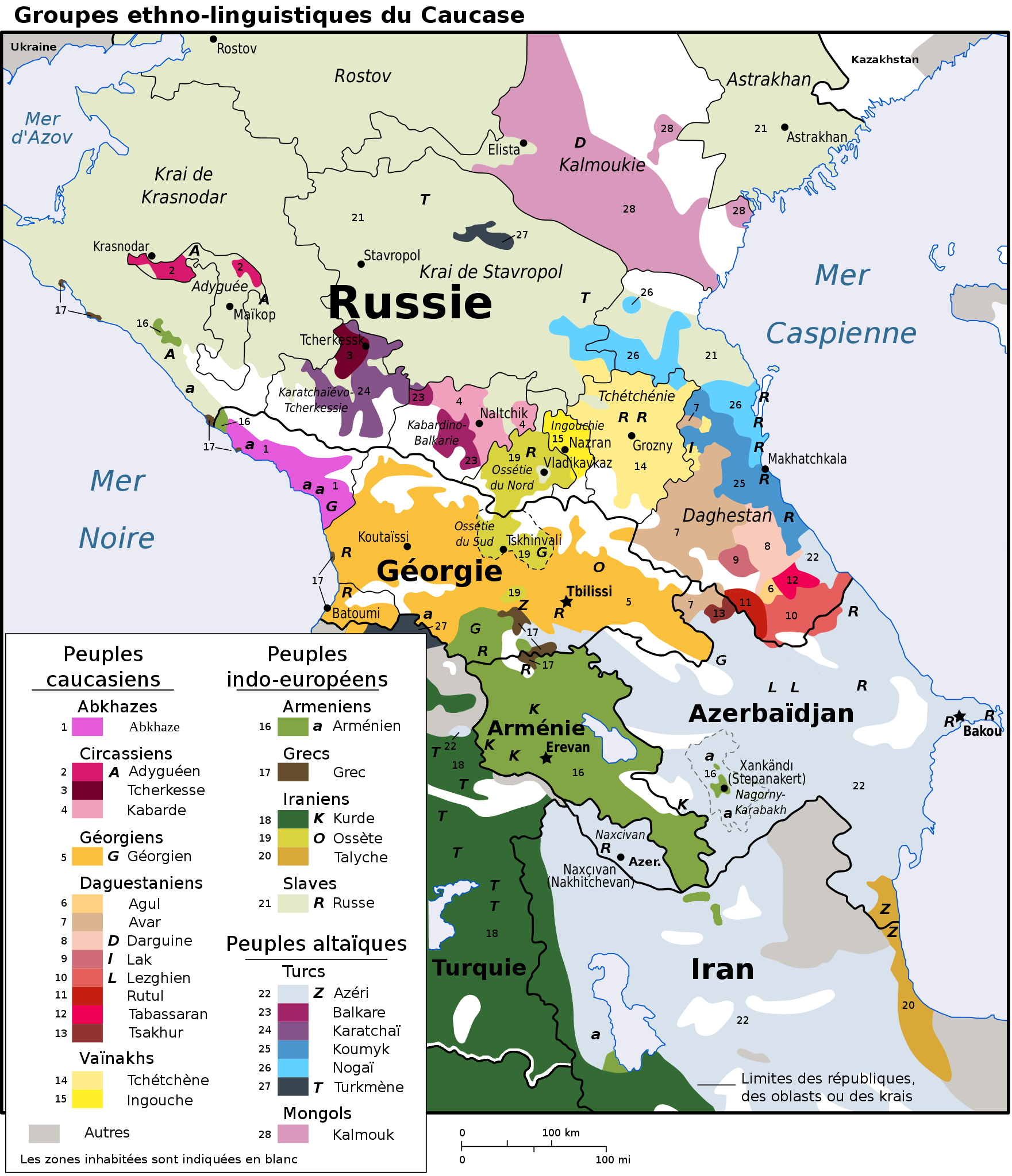
Ethnies et langues au Caucase.

### Démographie
| 2002    | 2010    | 2016    | - | - |
| ------- | ------- | ------- | - | - |
| 447 109 | 439 996 | 451 480 | - | - |

| Année | Fécondité | Fécondité urbaine | Fécondité rurale |
| ----- | --------- | ----------------- | ---------------- |
| 1990  | 2,06      | 1,88              | 2,37             |
| 1991  | 1,96      | 1,73              | 2,29             |
| 1992  | 1,73      | 1,49              | 2,07             |
| 1993  | 1,54      | 1,28              | 1,90             |
| 1994  | 1,59      | 1,39              | 1,86             |
| 1995  | 1,55      | 1,36              | 1,79             |
| 1996  | 1,49      | 1,26              | 1,80             |
| 1997  | 1,42      | 1,16              | 1,77             |
| 1998  | 1,38      | 1,16              | 1,69             |
| 1999  | 1,22      | 1,07              | 1,44             |
| 2000  | 1,27      | 1,11              | 1,51             |
| 2001  | 1,31      | 1,17              | 1,51             |
| 2002  | 1,39      | 1,23              | 1,63             |
| 2003  | 1,41      | 1,24              | 1,65             |
| 2004  | 1,39      | 1,23              | 1,63             |
| 2005  | 1,36      | 1,17              | 1,61             |
| 2006  | 1,38      | 1,27              | 1,51             |
| 2007  | 1,58      | 1,40              | 1,77             |
| 2008  | 1,68      | 1,52              | 1,88             |
| 2009  | 1,65      | 1,48              | 1,86             |
| 2010  | 1,70      | 1,54              | 1,91             |
| 2011  | 1,66      | 1,60              | 1,75             |
| 2012  | 1,71      | 1,47              | 1,97             |
| 2013  | 1,68      | 1,43              | 1,97             |
| 2014  | 1,73      | 1,55              | 1,93             |
| 2015  | 1,72      | 1,61              | 1,84             |
| 2016  | 1,68      | 1,63              | 1,74             |
| 2017  | 1,52      | 1,45              | 1,59             |

### Composition ethnique
En 2010, la population était composée de :
- Russes : 270 714 hab. (63,6 %)
- Adyguéens : 107 048 hab. (25,2 %)
- Arméniens : 15 561 hab. (3,7 %)
- Ukrainiens : 5 856 hab. (1,4 %)
- Kurdes : 4 528 hab. (1,1 %)
- Tcherkesses : 2 651 hab. (0,6 %)
- Tatars : 2 571 hab. (0,6 %)
- Roms : 2 364 hab. (0,5 %)

Depuis 2010, la région connaît une croissance de sa population.

## Personnalités
- Anatoli Berezovoï (1942-2014), cosmonaute, né à Enem.
- Nikita Koutcherov (1993-), joueur professionnel de hockey sur glace, né à Maïkop.